# رامو سومیناگا
رامو سومیناگا (انگلیسی: Ramu Suminaga؛ زادهٔ ۵ مارس ۱۹۹۸) بازیکن فوتبال اهل ژاپن است.